# Hald (Randers község)
Hald Østjylland egyik városa, Midtjylland régióban, Randers községben. Lakossága 2017-ben 356 fő volt. A településtől 6 km távolságra fekszik, délnyugati irányban Spentrup, 18 km-re fekszik délre Hadsundtól és 13 kilométernyire fekszik északkeletre Randerstől. 
A Hald-Kærby Centralskole középiskola, ahová 0-7. osztályos korig járnak a diákok. Az iskolába 100 diák jár. A haldi közösségi ház épületét 1889-ben kezdték el építeni. Az épület 145 fő befogadására képes és bérelhető termekkel rendelkezik.
A Randers-Hadsund vasútvonal 1883 és 1969 között üzemelt.

## Fordítás
Ez a szócikk részben vagy egészben  a   Hald (Randers kommune) című dán Wikipédia-szócikk ezen változatának fordításán alapul.  Az eredeti cikk szerkesztőit annak laptörténete sorolja fel. Ez a jelzés csupán a megfogalmazás eredetét és a szerzői jogokat jelzi, nem szolgál a cikkben szereplő információk forrásmegjelöléseként.